# Dolores de Gortázar
Dolores de Gortázar (Cória, 30 de setembro de 1868 - Leganés 9 de abril de 1936) foi uma professora, jornalista e escritora carlista, focada na defesa das tradições católicas e monárquicas. Também foi uma feminista conservadora, defendia que as mulheres deveriam receber uma educação moralista, e ter maior participação na política, para que pudessem lutar pela pátria e transmitir valores católicos e morais no seio familiar.

## Biografia
Gortázar nasceu em 30 de setembro de 1868, em Coria, como filha de Carlos Gortázar del Campillo e Juliana García Serantes de Cadórniga. Estudou no colégio das Carmelitas de León. Publicou sua primeira poesia em 1882, intitulado La crónica de León.
Casou-se em 1887 com Fernando Valcárcel Saavedra, com quem teve uma filha; tornou-se viúva em 1893. Se qualificou como professora superior, em Léon; e como professora do normal no ano de 1903, em Burgos. Enquanto trabalhava como professora, escrevia romances, poemas e contos. Em 1901, publicou a tradução do latim para o espanhol, da obra de Horácio, a Arte poético. Em 1910, casou-se com Francisco de Pol.
Por acreditar que a maioria das obras publicadas eram nocivas, criou a editora Editorial Cantabria, onde publicava obras literárias moralistas de baixo custo. Sua primeira obra deste gênero foi publicada em 1911, com o título El Cristo de la Roca, que defendia a tradição católica.
Trabalhou como jornalista, escrevendo artigos para diversos jornais espanhóis. Fundou uma escola infantil chamada Cuatro Caminos; uma Academia Obrera, para melhorar a formação de trabalhadores; e o Centro Nacional de Educación e Instrucción, para formação de meninas. Foi diretora da revista feminista católica Roma; também foi líder de um grupo feminino tradicionalista chamado Margaritas Madrileñas; e presidente honorária do Círculo Carlista de Madrid.
Gortázar faleceu em 9 de abril de 1936.

## Obras
- 1882 - La crónica de León.[3]
- 1890 - Devoción a Jesús.[3]
- 1895 - Margarita: juguete cómico en un acto y en verso.[7]
- 1898 - Nimias: poesías.[7]
- 1901 - Arte poético, de Horacio. (tradução).[3]
- 1902 - El misterio de la Encarnación del Hijo de Dios.[3]
- 1902 - Vida de Santa Francisca Romana, viuda de Ponciano (biografia).[3]
- 1911 - El Cristo de la Roca.[7]
- 1924 - La  Roca  del  Amor.[7]
- Aventuras cortesanas.[3]